# FIFA Confederations Cup 2003
La FIFA Confederations Cup 2003 (in francese: Coupe des Confédérations de la FIFA 2003) fu la sesta edizione del torneo. Si svolse dal 18 al 29 giugno 2003 in Francia e vide la vittoria per la seconda volta (consecutiva) dei padroni di casa, all'epoca campioni d'Europa in carica ed ex campioni del mondo.
Il torneo venne funestato dall'improvviso decesso in campo del camerunese Marc-Vivien Foé, durante la semifinale tra Camerun e Colombia. È stata la prima edizione in cui la squadra detentrice della Coppa del Mondo, in questo caso il Brasile, è stata eliminata nella fase a gironi.

## Squadre partecipanti
| Pr. | Squadra       | Data di qualificazione certa | Confederazione | Partecipante in quanto                                                    | Partecipazioni precedenti al torneo |
| --- | ------------- | ---------------------------- | -------------- | ------------------------------------------------------------------------- | ----------------------------------- |
| 1   | Francia       | 2 luglio 2000                | UEFA           | Nazione organizzatrice e vincitrice del Campionato europeo di calcio 2000 | 1 (2001)                            |
| 2   | Giappone      | 29 ottobre 2000              | AFC            | Vincitrice della Coppa d'Asia 2000                                        | 1 (2001)                            |
| 3   | Colombia      | 29 luglio 2001               | CONMEBOL       | Vincitrice della Copa América 2001                                        | -                                   |
| 4   | Stati Uniti   | 2 febbraio 2002              | CONCACAF       | Vincitrice della CONCACAF Gold Cup 2002                                   | 2 (1992, 1999)                      |
| 5   | Camerun       | 10 febbraio 2002             | CAF            | Vincitrice della Coppa d'Africa 2002                                      | 1 (2001)                            |
| 6   | Turchia       | 29 giugno 2002               | UEFA           | Terza classificata al Campionato mondiale di calcio 2002                  | -                                   |
| 7   | Brasile       | 30 giugno 2002               | CONMEBOL       | Vincitrice del Campionato mondiale di calcio 2002                         | 3 (1997, 1999, 2001)                |
| 8   | Nuova Zelanda | 15 luglio 2002               | OFC            | Vincitrice della Coppa delle nazioni oceaniane 2002                       | 1 (1999)                            |

Nota bene: nella sezione "partecipazioni precedenti al torneo", le date in grassetto indicano che la nazione ha vinto quella edizione del torneo, mentre le date in corsivo indicano la nazione ospitante.

## Stadi
| \| Saint-Denis Lione Saint-ÉtienneFIFA Confederations Cup 2003 (Francia) \| |                          |
| Saint-Denis                                                                 |                          |
| Stade de France                                                             |                          |
| Capacità: 80000                                                             |                          |
|                                                                             |                          |
| Lione                                                                       | Saint-Étienne            |
| Stadio di Gerland                                                           | Stadio Geoffroy Guichard |
| Capacità: 41200                                                             | Capacità: 36000          |
|                                                                             |                          |
| Saint-Denis Lione Saint-ÉtienneFIFA Confederations Cup 2003 (Francia)       |                          |

## Fase a gironi

### Gruppo A

#### Classifica
| Pos. | Squadra       | Pt | G | V | N | P | GF | GS | DR  |
| ---- | ------------- | -- | - | - | - | - | -- | -- | --- |
| 1.   | Francia       | 9  | 3 | 3 | 0 | 0 | 8  | 1  | +7  |
| 2.   | Colombia      | 6  | 3 | 2 | 0 | 1 | 4  | 2  | +2  |
| 3.   | Giappone      | 3  | 3 | 1 | 0 | 2 | 4  | 3  | +1  |
| 4.   | Nuova Zelanda | 0  | 3 | 0 | 0 | 3 | 1  | 11 | -10 |

#### Risultati
| Arbitro: | Codjia |

|  |           |                              |
|  | Marcatori | 12’, 75’ Nakamura 65’ Nakata |

| Arbitro: | Batista |

|                  |           |  |
| Henry 39’ (rig.) | Marcatori |  |

| Arbitro: | Batres |

|                                       |           |                 |
| Caballero 58’ Yepes 75’ Hernández 85’ | Marcatori | 27’ de Gregorio |

| Arbitro: | Shield |

|                            |           |              |
| Pirès 43’ (rig.) Govou 65’ | Marcatori | 59’ Nakamura |

| Arbitro: | Moradi |

|                                                      |           |  |
| Kapo 17’ Henry 20’ Cissé 71’ Giuly 90+1’ Pirès 90+3’ | Marcatori |  |

| Arbitro: | Larrionda |

|  |           |               |
|  | Marcatori | 68’ Hernández |

### Gruppo B

#### Classifica
| Pos. | Squadra     | Pt | G | V | N | P | GF | GS | DR |
| ---- | ----------- | -- | - | - | - | - | -- | -- | -- |
| 1.   | Camerun     | 7  | 3 | 2 | 1 | 0 | 2  | 0  | +2 |
| 2.   | Turchia     | 4  | 3 | 1 | 1 | 1 | 4  | 4  | 0  |
| 3.   | Brasile     | 4  | 3 | 1 | 1 | 1 | 3  | 3  | 0  |
| 4.   | Stati Uniti | 1  | 3 | 0 | 1 | 2 | 1  | 3  | -2 |

#### Risultati
| Arbitro: | Larrionda |

|                            |           |             |
| Okan 40’ (rig.) Tuncay 71’ | Marcatori | 37’ Beasley |

| Arbitro: | Ivanov |

|  |           |           |
|  | Marcatori | 83’ Eto'o |

| Arbitro: | Amarilla |

|                     |           |  |
| Geremi 90+1’ (rig.) | Marcatori |  |

| Arbitro: | Batista |

|             |           |  |
| Adriano 22’ | Marcatori |  |

| Arbitro: | Merk |

|                        |           |                       |
| Adriano 23’ Alex 90+3’ | Marcatori | 53’ Gökdeniz 81’ Okan |

| Lione 23 giugno 2003, ore 21:00 UTC+1 | Stati Uniti | 0 – 0 referto | Camerun | Stadio di Gerland (19.206 spett.)\| Arbitro: \| Shield \| |
| Arbitro:                              | Shield      |               |         |                                                           |

## Fase a eliminazione diretta
|  | Semifinali | Semifinali | Semifinali |         |         | Finale             | Finale             | Finale             |  |
|  |            |            |            |         |         |                    |                    |                    |  |
|  | Camerun    | Camerun    | 1          |         |         |                    |                    |                    |  |
|  | Camerun    | Camerun    | 1          |         |         |                    |                    |                    |  |
|  | Colombia   | Colombia   | 0          |         |         |                    |                    |                    |  |
|  | Colombia   | Colombia   | 0          |         | Camerun | Camerun            | 0                  |                    |  |
|  |            |            |            |         | Camerun | Camerun            | 0                  |                    |  |
|  |            |            | Francia    | Francia | 1       |                    |                    |                    |  |
|  | Francia    | Francia    | Francia    | Francia | 1       | 3                  |                    |                    |  |
|  | Francia    | Francia    |            |         |         | 3                  |                    |                    |  |
|  | Turchia    | Turchia    | 2          |         |         | Finale 3º/4º posto | Finale 3º/4º posto | Finale 3º/4º posto |  |
|  | Turchia    | Turchia    | 2          |         |         |                    |                    |                    |  |
|  |            |            |            |         |         |                    |                    |                    |  |
|  |            |            |            |         |         | Colombia           | Colombia           | 1                  |  |
|  |            |            |            |         |         | Colombia           | Colombia           | 1                  |  |
|  |            |            |            |         |         | Turchia            | Turchia            | 2                  |  |

### Semifinali
| Arbitro: | Merk |

|           |           |  |
| Ndiefi 9’ | Marcatori |  |

| Arbitro: | Larrionda |

|                                 |           |                         |
| Henry 11’ Pirès 26’ Wiltord 43’ | Marcatori | 42’ Gökdeniz 48’ Tuncay |

### Finale per il 3º posto
| Arbitro: | Shield |

|               |           |                    |
| Hernández 63’ | Marcatori | 2’ Tuncay 86’ Okan |

### Finale
| Arbitro: | Ivanov |

|  |           |                |
|  | Marcatori | 98’ (gg) Henry |

## Classifica marcatori
4 reti
- Thierry Henry

3 reti
- Giovanni Hernández
- Robert Pirès
- Shunsuke Nakamura
- Tuncay Şanlı
- Okan Yılmaz

2 reti
- Adriano
- Gökdeniz Karadeniz

1 rete
- Alex
- Samuel Eto'o
- Geremi
- Pius N'Diefi
- Jorge López Caballero
- Mario Yepes
- Djibril Cissé
- Ludovic Giuly
- Sidney Govou
- Olivier Kapo
- Sylvain Wiltord
- Hidetoshi Nakata
- Raffaele de Gregorio
- DaMarcus Beasley

## Premi
| Scarpa d'Oro: | Pallone d'Oro: | Premio Fair Play: |
| ------------- | -------------- | ----------------- |
| Thierry Henry | Thierry Henry  | Giappone          |

| Pallone d'Argento: | Pallone di Bronzo: |
| ------------------ | ------------------ |
| Tuncay Şanlı       | Marc-Vivien Foé    |
| Scarpa d'Argento:  | Scarpa di Bronzo:  |
| Tuncay Şanlı       | Shunsuke Nakamura  |